# Сиак
Сиак (индон. Siak) — округ в провинции Риау. Административный центр — город Сиак-Сри-Индапура.

## Население
Согласно оценке 2010 года, на территории округа проживало 377 232 человек.

## Административное деление
Округ делится на следующие районы:
- Бунга-Рая
- Даюн
- Кандис
- Керинчи-Канан
- Кото-Гасип
- Лубук-Далам
- Мемпура
- Минас
- Пусако
- Сабак-Аух
- Сиак
- Сунгай-Апит
- Сунгай-Мандау
- Туаланг